# 性别角色
性别角色，相當於性別規範，系指基于生理性别或社会性别，社会普遍认定适宜或理想的行为与态度。性别角色通常围绕男性气质和女性气质的概念构建而成。
這些與性別相關的期望在不同文化中可能有所不同，而某些特徵則可能在多個文化中具有共通性。此外，性別角色（以及對性別角色的認知）會根據個人的種族或族裔有所不同。
性別角色影響了人類行為的廣泛範疇，通常包括一個人選擇穿著的衣服、從事的職業、處事方式、進入的個人關係，以及在這些關係中的行為方式。儘管性別角色已經隨著時間演變並擴展，但傳統上仍將女性限定在「私人领域」，而將男性置於「公共领域」中。
包括女性主義運動在內的各種團體，已經帶頭推動改變現行性別角色中被認為壓迫性、不準確或性別歧視的部分。

## 性别角色的文化观点
中國文化自古就有「男主外，女主內」的說法；此外三從四德的「三從」：「在家從父、出嫁從夫、老來從子」也通常解釋為女人必須依附男人。
不同社会文化对不同性别理想行为的要求和期望是不同的，不過有一些会比其他一些更广泛接受。例如，在现在和已知的历史文化中，战争在不同文化中通常都不約而同地被视为（或只被视为）是男性所适合的，而照顧子女在不同文化中通常都不約而同地被视为（或只是）是女性所適合的；此外，在許多社會中，女性出於自願的性行為，會受到比男性更多的限制，東西方社會不約而同地對自願性行為較開放的女性有著各種侮辱性的稱呼。
其他的一些观念则会随时间、地点的不同而变化。例如，在工业社会前的欧洲，医学通常被认为是男性的特权；但是在俄国，卫生保健则通常被认为是女性的工作。这些观念的结果在当代社会中仍然可见，例如欧洲的医院通常由男性主导，而俄罗斯的医院则有很多的女性医生。
不同社會的性別分工有相似之處，也有不同之處，而共通的一點是，所有的人類社會都有性別分工、對不同性別都有不同的期待，也會給予不同的性別不一樣的角色，性別分工與性別角色普遍存在於所有的人類社會中，但任何社會都有性別分工、性別角色及對不同性別的期待這點，未必表示男性與女性的心理素質、人格特質或認知能力有顯著的天生差異；然而也有一些規則不分性別對任何人都通用的，像例如禁止故意殺人等觸及到人性根本的規則，就是不分性別、對社會絕大多數人適用的規則。

## 其他争论
争论的焦点大多在于：性别角色是由于可以感觉到来源於生物性别的行为特征，还是来源于早期社会化的行为特征？随着争论的深入，很多研究员相信这两个方面的都对性别角色有影响。但是，这两者间的相互影响和每个因素究竟是如何引起具体作用的問題仍在争论中。
社會學習論指出社會環境對塑造及強化學習者的性別角色有莫大影響，例如學習者會觀察、模仿身邊的角色模範（models）而形成對性別的理解（Mischel, 1966, 1993），阿爾波特·班杜拉（Bandura 1986）更清楚地指出這些影響學習者的角色模範包括在家庭、學校、朋友、書本及傳媒中的角色模範。

## 性别角色的例子
在20世纪早期，性别角色是围绕着异性行为的观念展开的，而且是相当固定的。如果人们转换性别角色，例如一个妇女获得高权力的职位，或一個男性選擇當家庭主夫，通常是少见的或会被性別歧视。
在1960年代的性革命、女权运动、民权运动和后来的LGBT權利運動后，新的性别角色在西方社会开始出现，并且开始变得具有可变性，社会促进性別平等並減少对女性的性別歧视。一些通常的性别角色观念，像表中所列举的，通常被认为是“固定的偏见”。

## 参見
- 性学研究
- 性别认同
- 性取向
- 女权主义
- 男性主义
- 男性化
- 父权制
- 酷兒理論
- 性別 (文化)
- 多元性別